# Echepolos (Sohn des Anchises)
Echepolos (altgriechisch Ἐχέπωλος Echépōlos) aus Sikyon ist in der griechischen Mythologie laut Homer der Sohn des sikyonischen Anchises.
Laut dem Scholiasten des sogenannten Townley Homer, der sich auf Akusilaos von Argos beruft, war sein Vater der Enkel des Kleonymos. Dieser aber sei nach Pherekydes von Athen der Sohn des Pelops gewesen, so dass Echepolos dessen Nachfahre gewesen wäre. Um nicht aufseiten der Griechen am Trojanischen Krieg teilnehmen zu müssen, schenkte der als besonders reich bezeichnete Echepolos dem Agamemnon die Stute Aithe. Sie stammte späterer Überlieferung zufolge von dem Wunderpferd Areion abs, das einst dem Adrastos von Herakles geschenkt worden war, um sich nach der Niederlage der Sieben gegen Theben aus dem Kampfgeschehen zu retten.